# Katsuya Nagato
Katsuya Nagato (永戸 勝也?, Nagato Katsuya; Sakura, 15 gennaio 1995) è un calciatore giapponese, difensore del Vissel Kōbe.

## Palmarès

### Club

#### Competizioni nazionali
- Campionato giapponese: 1

Yokohama F·Marinos: 2022
- Supercoppa del Giappone: 1

Yokohama F·Marinos: 2023